# Olivia Borlée

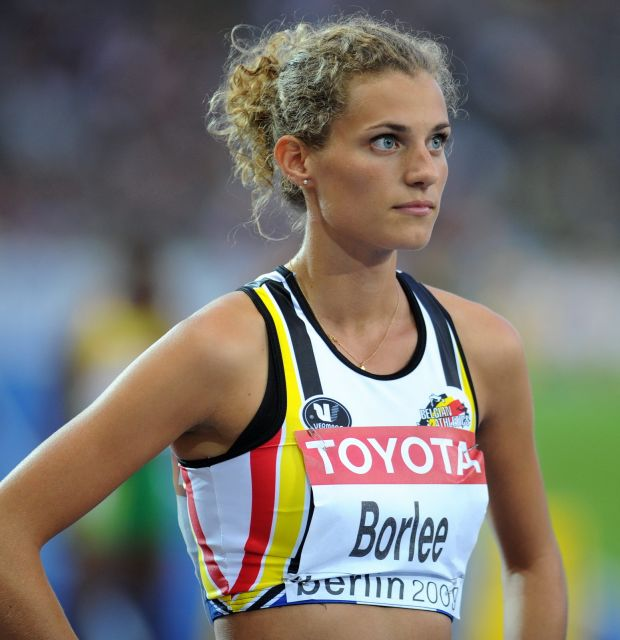
Olivia Borlée bei den Leichtathletik-Weltmeisterschaften 2009

Olivia Borlée (* 10. April 1986 in Woluwe-Saint-Lambert) ist eine belgische Leichtathletin und Olympiasiegerin.
Borlée gewann 2007 mit der belgischen Mannschaft bei den Weltmeisterschaften in Osaka die Bronzemedaille mit der 4-mal-100-Meter-Staffel. Bei den Olympischen Spielen 2008 in Peking gewann sie in der gleichen Disziplin die Goldmedaille in belgischer Rekordzeit von 42,54 Sekunden.
Ihre Bestzeiten sind 11,39 Sekunden über 100 Meter und 22,98 Sekunden über 200 Meter.

## Privates
Olivia Borlée stammt aus einer sportlichen Familie. Ihr Vater Jacques Borlée war 1983 Vizeeuropameister in der Halle im 200-Meter-Lauf und Olympiateilnehmer 1980. Ihre Mutter Edith Demaertelaere war belgische Meisterin im 200-Meter-Lauf. Ihre Brüder Dylan sowie die Zwillinge Kevin und Jonathan sind ebenfalls ausgezeichnete Leichtathleten und mehrfache Olympiateilnehmer und vor allem im 400-Meter-Lauf und dem 4-mal-400-Meter-Staffellauf am Start.